# Аванг, Азизульхасни
Мохаммед Азизульхасни бин Аванг (род. 5 января 1988 года в Дунгуне, Малайзия) — малайзийский профессиональный трековый велогонщик, бронзовый призёр Олимпийских игр 2016 года в кейрине, чемпион мира 2017 года, чемпион Азиатских Игр 2010 года.

## Карьера
Азизульхасни Аванг восьмой и предпоследний ребёнок в семье. В детстве он часто наблюдал за ездой на велосипеде брата, решил тоже заняться велогонками и перешел в специальную Национальную спортивную школу в пригороде Куала-Лумпура.
Первые серьезные успехи пришли к спортсмену на Чемпионатах Азии, где он в период с 2007 по 2009 год пять раз становился чемпионом. Аванг участвовал в Олимпиаде-2008 в Пекине, но особых успехов не снискал. В 2009 году на Чемпионате мира в польском Прушкуве малайзиец завоевал свою первую медаль на мировых первенствах — серебро в спринте.
В 2010 году Аванг стал чемпионом Азиатских игр в кейрине, бронзовым призёром Игр Содружества в командном спринте и выиграл серебряную медаль в кейрине на Чемпионате мира в Баллерупе, уступив только легендарному Крису Хою.
В феврале 2011 года спортсмен серьезно упал на этапе Кубка мира в Манчестере. Деревянный осколок трека длиной в 20 см пронзил ему ногу, после чего потребовалось длительное восстановление и реабилитация. Тем не менее он участвовал в Олимпийских играх 2012 года в Лондоне. После травмы серьезные успехи пришли к Авангу только на Играх Содружества 2014 года в Глазго, где он выиграл бронзовую медаль в кейрине.
В 2015 года на Чемпионате мира в Ивелине малайзиец завоевал бронзовую медаль в кейрине.
Сезон 2016 года стал одним из самых успешных в карьере трековика: на Чемпионате мира в Лондоне он стал третьим в кейрине, а на Олимпийских Играх в Рио-де-Жанейро подтвердил свой класс в данной дисциплине и выиграл бронзовую медаль, уступив только шестикратному олимпийскому чемпиону британцу Джейсону Кенни и Маттейсу Блюхли из Нидерландов.

## Личная жизнь
Азизульхасни Аванг женился 30 января 2010 года на Атиях Илуане Самат (Athiah Ilyana bt Abd Samat).